# Nikita Szlejcher
Nikita Dmitrijewicz Szlejcher (ros. Никита Дмитриевич Шлейхер; ur. 10 czerwca 1998 w Stawropolu) – rosyjski skoczek do wody, olimpijczyk z Rio de Janeiro 2016 i z Tokio 2020, mistrz Europy i uniwersjady.

## Udział w zawodach międzynarodowych
| Impreza                                                             | Rok  | Miejsce        | Konkurencja                            | Wynik  | Wynik   |
| Impreza                                                             | Rok  | Miejsce        | Konkurencja                            | Punkty | Miejsce |
| ------------------------------------------------------------------- | ---- | -------------- | -------------------------------------- | ------ | ------- |
| Igrzyska olimpijskie                                                | 2016 | Rio De Janeiro | wieża 10 m indywidualnie               | 415.75 | 17.     |
| Igrzyska olimpijskie                                                | 2016 | Rio De Janeiro | wieża 10 m synchronicznie mężczyzn     | 417.57 | 7.      |
| Igrzyska olimpijskie                                                | 2020 | Tokio          | trampolina 3 m indywidualnie           | 339.70 | 24.     |
| Igrzyska olimpijskie                                                | 2020 | Tokio          | trampolina 3 m synchronicznie mężczyzn | 331.08 | 8.      |
| Mistrzostwa świata w pływaniu                                       | 2015 | Kazań          | wieża 10 m indywidualnie               | 482.70 | 7.      |
| Mistrzostwa świata w pływaniu                                       | 2015 | Kazań          | wieża 10 m mikstów                     | 304.14 | 5.      |
| Mistrzostwa świata w pływaniu                                       | 2017 | Budapeszt      | trampolina 1 m indywidualnie           | 360.05 | 13.     |
| Mistrzostwa świata w pływaniu                                       | 2019 | Gwangju        | trampolina 3 m indywidualnie           | 442.95 | 9.      |
| Mistrzostwa świata w pływaniu                                       | 2019 | Gwangju        | trampolina 3 m synchronicznie mężczyzn | 396.81 | 5.      |
| Mistrzostwa Europy w pływaniu, Mistrzostwa Europy w skokach do wody | 2014 | Berlin         | wieża 10 m indywidualnie               | 464.50 | 5.      |
| Mistrzostwa Europy w pływaniu, Mistrzostwa Europy w skokach do wody | 2016 | Londyn         | trampolina 1 m indywidualnie           | 388.50 | 6.      |
| Mistrzostwa Europy w pływaniu, Mistrzostwa Europy w skokach do wody | 2016 | Londyn         | wieża 10 m indywidualnie               | 480.90 | brąz    |
| Mistrzostwa Europy w pływaniu, Mistrzostwa Europy w skokach do wody | 2017 | Kijów          | wieża 10 m synchronicznie mężczyzn     | 406.56 | srebro  |
| Mistrzostwa Europy w pływaniu, Mistrzostwa Europy w skokach do wody | 2018 | Glasgow        | trampolina 1 m indywidualnie           | 349.15 | 10.     |
| Mistrzostwa Europy w pływaniu, Mistrzostwa Europy w skokach do wody | 2018 | Glasgow        | wieża 10 m indywidualnie               | 481.15 | srebro  |
| Mistrzostwa Europy w pływaniu, Mistrzostwa Europy w skokach do wody | 2018 | Glasgow        | trampolina 3 m synchronicznie mężczyzn | 272.40 | 6.      |
| Mistrzostwa Europy w pływaniu, Mistrzostwa Europy w skokach do wody | 2018 | Glasgow        | wieża 10 m synchronicznie mikstów      | 309.63 | złoto   |
| Mistrzostwa Europy w pływaniu, Mistrzostwa Europy w skokach do wody | 2019 | Kijów          | trampolina 3 m indywidualnie           | 416.90 | 4.      |
| Mistrzostwa Europy w pływaniu, Mistrzostwa Europy w skokach do wody | 2019 | Kijów          | wieża 10 m indywidualnie               | 445.05 | 4.      |
| Mistrzostwa Europy w pływaniu, Mistrzostwa Europy w skokach do wody | 2019 | Kijów          | trampolina 3 m synchronicznie mężczyzn | 435.69 | złoto   |
| Mistrzostwa Europy w pływaniu, Mistrzostwa Europy w skokach do wody | 2019 | Kijów          | wieża 10 m synchronicznie mężczyzn     | 417.30 | złoto   |
| Mistrzostwa Europy w pływaniu, Mistrzostwa Europy w skokach do wody | 2020 | Budapeszt      | trampolina 3 m indywidualnie           | 505.80 | srebro  |
| Mistrzostwa Europy w pływaniu, Mistrzostwa Europy w skokach do wody | 2020 | Budapeszt      | trampolina 3 m synchronicznie mężczyzn | 415.47 | srebro  |
| Uniwersjada                                                         | 2017 | Tajpej         | trampolina 1 m indywidualnie           | 371.25 | 8.      |
| Uniwersjada                                                         | 2017 | Tajpej         | trampolina 3 m indywidualnie           | 362.95 | 18.     |
| Uniwersjada                                                         | 2017 | Tajpej         | wieża 10 m indywidualnie               | 434.75 | 7.      |
| Uniwersjada                                                         | 2017 | Tajpej         | wieża 10 m synchronicznie mężczyzn     | 411.99 | złoto   |
| Uniwersjada                                                         | 2017 | Tajpej         | wieża 10 m synchronicznie mikstów      | 304.80 | srebro  |